# Gottlieb Giese
Gottlieb Giese (* 17. November 1787 in Greifswald; † 3. April 1838 ebenda; vollständiger Name Gottlieb Christian Johannes Giese, auch Christian Johann Gottlieb Giese) war ein deutscher Maler, Architekt und Zeichenlehrer.

## Leben
Gottlieb Giese war Schüler von Johann Gottfried Quistorp und besuchte die Berliner Kunstakademie unter Karl Friedrich Schinkel. Nach seinem Entwurf wurde zwischen 1821 und 1826 eine achteckige Kapelle auf dem Greifswalder Alten Friedhof errichtet. Giese hatte von 1824 bis 1832 die Aufsicht bei der Renovierung des Greifswalder Doms, bei der der Kunsttischler Johann Christian Adolf Friedrich (1779–1843), ein Bruder Caspar David Friedrichs die Holzarbeiten fertigte. Er übernahm die Wiedereinrichtung der St.-Marien-Kirche, deren Hochaltar nach seinem Entwurf von Christian Friedrich 1835–1837 ausgeführt und mit der von Friedrich August von Klinkowström 1807 gemalten Kopie des Gemäldes „Heilige Nacht“ von Correggio ausgestattet wurde.
Der künstlerische Nachlass Gieses wurde zum größten Teil 1871 bei einem Brand zerstört. Mehrere Gemälde befinden sich in der Galerie des Pommerschen Landesmuseums. Eine 1822 für die St.-Marien-Kirche in Barth gemalte Bilderfolge von acht Darstellungen des Lebens Jesu Christi befinden sich in der kirchengeschichtlichen Sammlung der Marienkirche.
Anlässlich der Wiedereinweihung des Greifswalder Doms nach der in den 1980er Jahren durchgeführten Restaurierung wurde 1989 eine Ausstellung zum Werk Gieses im Dom durchgeführt, auf der alle erhalten gebliebenen Gemälde und mehrere Zeichnungen gezeigt wurden.

## Werke (Auswahl)
- Winterlandschaft 1814.
- Sommerlandschaft mit Viehherde 1814.
- Einsamer Wanderer vor nächtlicher Kirche 1815.
- Bildnis des Superintendenten Dr. Johann Christian Friedrich Finelius 1820.[3]